# 蘇爾特爾 (漫威漫畫)
蘇爾特爾（英語：Surtur），是漫威漫畫中的虛構惡魔角色，原形為北歐神話中的史爾特爾，由作家史丹·李和藝術家傑克·科比所創作。蘇爾特爾首次於《神秘之旅》第97期中登場。索爾的十大兇惡敵人之一。

## 人物
蘇爾特爾是諸神的黃昏中的重要角色，他是穆斯貝爾海姆的統治者，擁有一柄巨大的火劍「暮光之劍」，曾與奧丁交戰，後因哥哥威利和菲犧牲性命而成功阻止蘇爾特爾入侵阿斯嘉。蘇爾特爾亦曾與索爾以打通通往華納海姆的道路作交易，把破碎的妙爾尼爾復原。

## 其他媒體

### 電影
- 《雷神索爾前傳（英语：Thor: Tales of Asgard）》
- 《綠巨人大戰（英语：Hulk Vs）》
- 漫威电影宇宙
  - 《雷神索爾3：諸神黃昏》（2017年）：由塔伊加·維迪提擔任動作捕捉[2]，克蘭西·布朗負責配音[3][4]。

### 電視
- 《新蜘蛛俠》
- 《復仇者聯盟：史上最強英雄戰隊》：由瑞克·D·沃塞曼（英语：Rick D. Wasserman）配音。
- 《復仇者聯盟：正義出擊（英语：Avengers Assemble (TV series)）》
- 漫威电影宇宙：由克蘭西·布朗回歸聲演蘇爾特爾。
  - 《無限可能：假如…？》第一季（2021年）[5]：動畫劇集，配音演出。

### 遊戲
- 《Marvel：終極聯盟（英语：Marvel: Ultimate Alliance）》
- 《雷神索爾（英语：Thor: God of Thunder）》，由瑞克·D·沃塞曼（英语：Rick D. Wasserman）配音[6]。
- 《漫威超級英雄戰隊（英语：Marvel Super Hero Squad Online）》，由約翰·迪·馬吉歐配音。
- 《Marvel：復仇者聯盟（英语：Marvel: Avengers Alliance）》
- 《漫威英雄 Online》
- 《樂高漫威超級英雄2（英语：Lego Marvel Super Heroes 2）》
- 《漫威：未來之戰》：手機遊戲，蘇爾特爾為玩家非可玩角色。

## 外部連結
- Surtur （页面存档备份，存于） 漫畫書數據庫
- Surtur （页面存档备份，存于） 超級英雄數據庫
- Marvel Comics Database: Surtur （页面存档备份，存于）